# Es war eine rauschende Ballnacht
Es war eine rauschende Ballnacht ist ein deutsches Filmmelodram von Carl Froelich aus dem Jahr 1939 mit Zarah Leander und Marika Rökk in den Hauptrollen.

## Handlung
Moskau im Jahr 1865: Nach Jahren der Trennung trifft Katharina Alexandrowna auf Vermittlung von Maximilian Hunsinger ihre einstige große Liebe Peter Tschaikowsky auf einem Ball wieder. Katharina ist inzwischen mit dem wohlhabenden Industriellen Michael Murakin verheiratet und erwartet Peter daher verschleiert in einer Loge. Das erweckt die Neugier und Eifersucht der Tänzerin Nastassja Petrowna, die in Peter verliebt ist. Dessen Stücke werden nicht gespielt, er lebt in armen Verhältnissen. Nur Nastassja hat in den letzten Jahren zu ihm gehalten und durchgesetzt, hin und wieder zu seiner Musik tanzen zu dürfen. Da auf dem Ball ab Mitternacht die Masken fallen, gehen Katharina und Peter zu dieser Zeit gemeinsam und verbringen einige Stunden zusammen. In dieser Zeit erscheint Katharinas Mann auf dem Ball. Hunsinger verständigt Katharina und beide eilen zurück zu Murakins Anwesen. Der ahnt von Katharinas Affäre.
Katharina entschließt sich, Peter heimlich finanziell zu fördern. Sie gibt das Geld anonym an Peters Verleger Glykow und der bringt Peters Werke heraus. Auch Konzerte finden nun statt und Murakin lädt seine Frau zu einem ein. Sie fühlt seine Eifersucht und will das Konzert vorzeitig verlassen, doch zwingt Murakin sie zu bleiben. Auf dem Konzert sind auch zahlreiche Gäste des Balles erschienen, die in der damals verschleierten Frau nun Murakins Frau erkennen. Musikkritiker Kruglikow, der die Tänzerin Nastassja liebt, droht Peter, die Identität Katharinas in Moskau bekannt zu machen, und wird von ihm geohrfeigt. Er fordert ihn zum Duell.
Kruglikow erscheint bei Murakin und eröffnet ihm, dass er nicht vorhabe, sich mit Peter zu duellieren, schließlich gehe es ausschließlich um seine Frau, die damals mit Peter während des Balls verschwunden sei. Murakin übernimmt das Duell und geht zu Peter, um ihm dies mitzuteilen. Um Katharina zu schützen, gibt Peter vor, mit Kruglikow eine Auseinandersetzung wegen seiner Verlobten Nastassja gehabt zu haben. Nastassja, die im Nebenzimmer wartet, fällt Peter um den Hals – wenig später findet die Hochzeit statt, doch rettet sich Peter in der Hochzeitsnacht unglücklich zu Maximilian Hunsinger. Der rät ihm zu komponieren.
In den folgenden Jahren wird Peter zum Star, seine Stücke werden bekannt und er selbst reist durch die ganze Welt. Anlässlich des Dirigats der Pathétique kehrt er nach Moskau zurück, wo gerade die Cholera grassiert. Sein Diener bricht am Bahnhof an Cholera erkrankt zusammen und Peter weilt trotz Warnung des Arztes bei dem Sterbenden. Katharina, die sich von ihrem Ehemann zwischenzeitlich getrennt hat, erfährt von Peters Aufenthalt und kommt nach Moskau. Peter jedoch empfängt sie kühl. Erst Hunsinger erzählt ihm, dass Katharina ihn all die Jahre finanziell gefördert hat, und es kommt zur Versöhnung. Während der Aufführung der Pathétique verlässt Peter scheinbar erschöpft den Saal und bricht hinter der Bühne zusammen. Katharina eilt zu ihm, er verstirbt, seiner Musik lauschend, in ihren Armen. Weinend ist es ihr ein Trost, dass Peter zwar gestorben ist, seine Musik ihn aber unsterblich gemacht hat.

## Produktion
Es war eine rauschende Ballnacht beruht nur lose auf dem Leben von Peter Iljitsch Tschaikowsky. Mit den wahren Begebenheiten in Tschaikowskys Leben hatte dieser Film nur am Rande etwas zu tun. Der schwermütige Tschaikowsky war kein begeisterter Ballbesucher, zudem fühlte er sich zu Männern hingezogen, auch wenn er dies vor seinen Mitmenschen zu verbergen suchte.
Der Film wurde vom 18. Januar bis 15. März 1939 im Froelich-Studio Berlin-Tempelhof gedreht. Er erlebte am 13. August 1939 auf den Internationalen Filmfestspielen von Venedig seine Premiere und wurde am 15. August 1939 im Berliner Ufa-Palast am Zoo erstmals in Deutschland aufgeführt.
Im Film singt Zarah Leander den Schlager Nur nicht aus Liebe weinen von Hans Fritz Beckmann (Liedtext) und Theo Mackeben (Musik). Zudem singt sie Romanze op. 5 und das Chanson triste nach Melodien von Tschaikowsky. Die musikalische Begleitung übernahm das Orchester der Staatsoper Berlin.
Es war das einzige Mal, dass Zarah Leander und Marika Rökk gemeinsam in einem Film spielten, auch wenn sie kaum gemeinsame Szenen hatten. Während des Drehs bekam Marika Rökk Blinddarmprobleme. An ihrem letzten Drehtag hatte sie in einer Szene auf einem Tisch bis zur Erschöpfung zu tanzen und dann zusammenzubrechen. Ihr Zusammenbruch im Film war echt: Rökk wurde sofort ins Krankenhaus gebracht und am Blinddarm operiert. Nur wenige Personen am Set, darunter Regisseur Carl Froelich, hatten von ihren gesundheitlichen Problemen gewusst.
Die Filmbauten entwarf Franz Schroedter, die Kostüme Herbert Ploberger. Die beiden später sehr bekannten Regisseure Harald Braun und Rolf Hansen assistieren sowohl Regisseur Froelich als auch dem Produktionsleiter Friedrich Pflughaupt. Hansen sollte auch der Regisseur der letzten drei Filme Leanders vor Kriegsende werden.
Die Idee zum Film stammt von Tr. Georg Wittuhn und Jean Victor. Die Dialoge verfasste Frank Thieß.

## Kritik
Die zeitgenössische Kritik stellte fest, dass Zarah Leander „schöner aussah als je zuvor und in den dramatischen Szenen des Films die Menschen zu leidenschaftlicher Anteilnahme mitriß. Noch etwas an diesem Film ist schlechthin vollendet: Das Bild. Franz Weihmayr ist ein kongenialer Kameramann, ein schöpferischer Gestalter des Bildes, ein Mann, der mit den Augen musiziert.“
Der film-dienst schrieb: „Vage angelehnt an Details aus dem Leben des russischen Komponisten, gibt das Kostüm-Melodram Zarah Leander Gelegenheit, eine (scheinbare) ‚femme fatale‘ zu spielen, wobei sich ein Chanson wie ‚Nur nicht aus Liebe weinen‘ zwischen Tschaikowskij-Melodien etwas kurios ausnimmt.“
Cinema konstatierte: „Zarah-Leander-Vehikel mit Weltschmerz“.

## Auszeichnungen
Der Film erhielt von der nationalsozialistischen Filmprüfstelle im Juli 1939 die Prädikate „Kulturell wertvoll“ und „Künstlerisch besonders wertvoll“.
Auf den IFF in Venedig wurde Es war eine rauschende Ballnacht im August 1939 mit der 1. Bronzemedaille ausgezeichnet.